# Periploca linearifolia
Periploca linearifolia är en oleanderväxtart som beskrevs av Lawrence S. Dillon och A. Rich.. Periploca linearifolia ingår i släktet Periploca och familjen oleanderväxter. Inga underarter finns listade i Catalogue of Life.